# Owl's Head
Owl's Head est une station de ski qui se trouve dans les Cantons-de-l'Est, au Québec.

## Informations générales.
Le mont Owl’s Head est une station de ski située dans les Cantons de l’Est qui a été fondée par Fred Korman en 1965. À l’époque, elle comprenait 3 remontées mécaniques (2 télésièges et 1 téléski) et le domaine skiable était composé de 6 pistes.
De nos jour, la station comporte maintenant 50 pistes, incluant 12 sous-bois. On y dénombre six remontées mécaniques, soit deux télésièges quadruples débrayables, deux télésièges quadruples, un télésiège double et un convoyeur pour les débutants. Le temps d'attente pour remonter le mont est très rapide ce qui améliore l'expérience de ski. Le sommet de la montagne s’élève à une altitude de près de 750 mètres et offre une vue magnifique sur le lac Memphrémagog et la région environnante. Le réseau skiable a une altitude maximale de 720 mètres et un dénivelé de près de 500 mètres.
En été, Owl's Head est le site d'un des plus beaux terrains de golfs de la région. Des sentiers sont également accessibles pendant la saison estivale et la station opère son télésiège principal en automne pour les couleurs.

## Géographie
Le mont Owl’s Head se trouve sur le territoire de la ville de Mansonville (canton de Potton), à une distance d'environ 7 km de la frontière américaine (Vermont). Au pied de son flanc Est se trouve le lac Memphrémagog. 

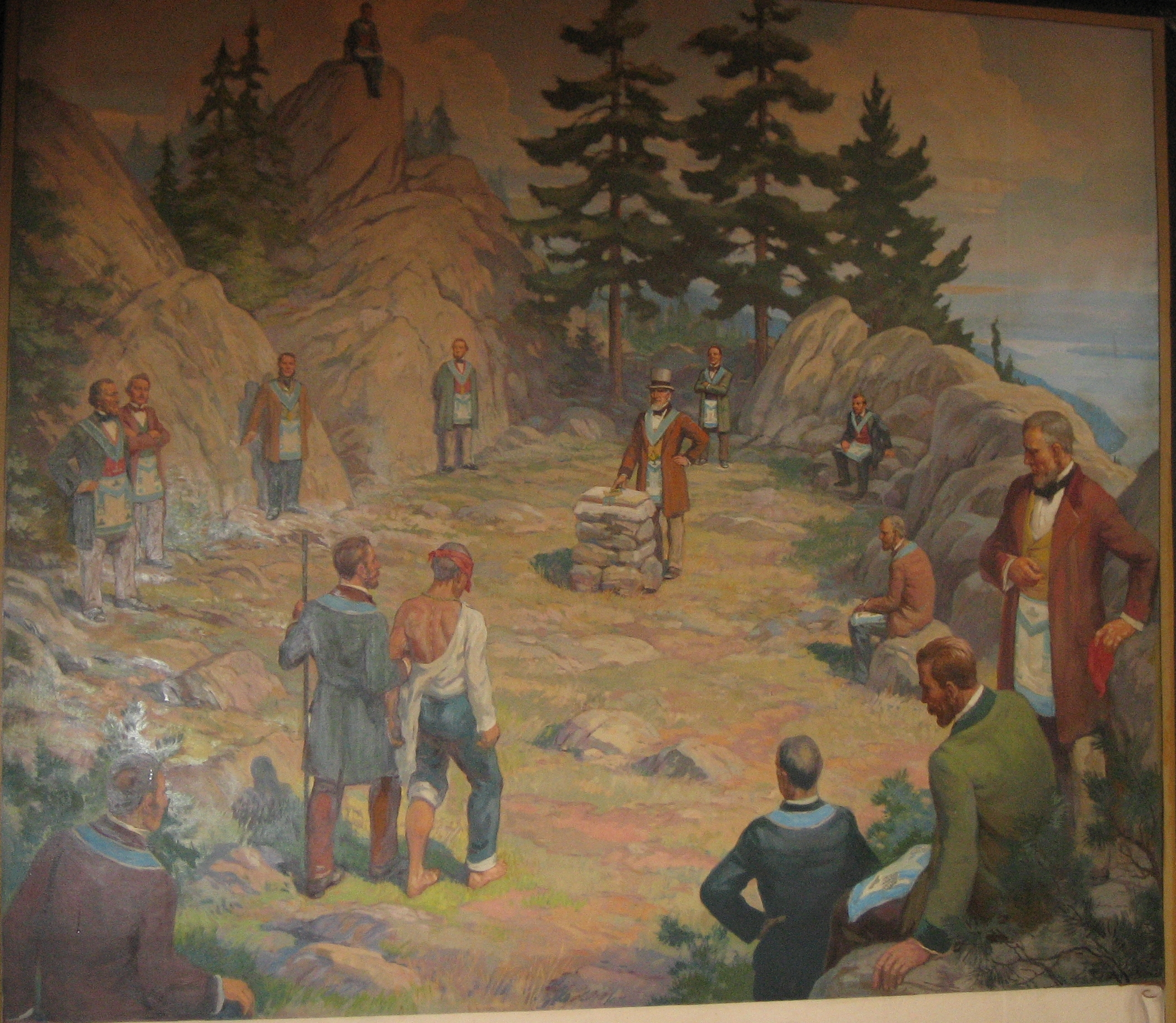
Une cérémonie maçonnique au Mont Owl's Head.

## Galerie d'images

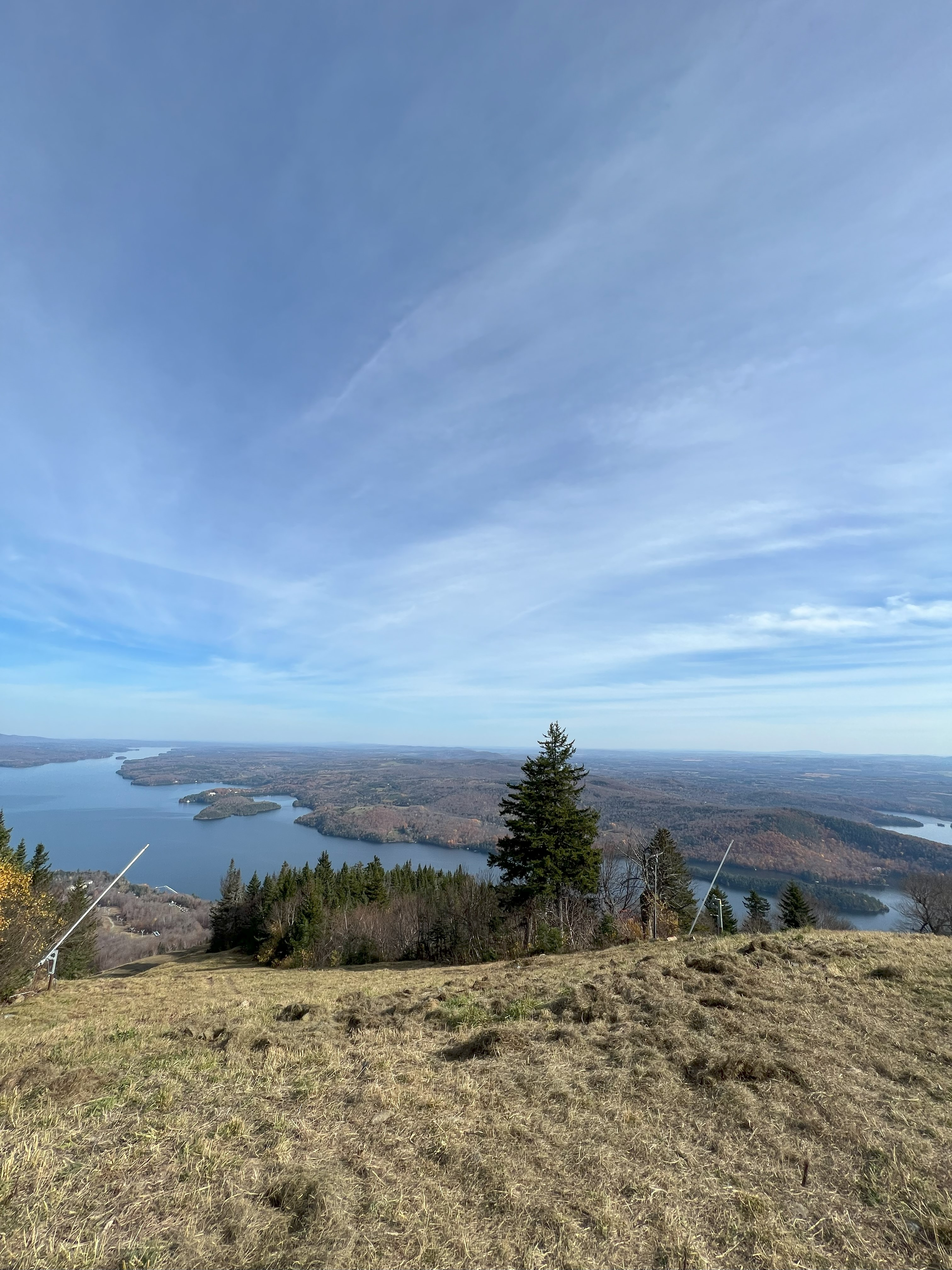
Vue au loin prise des pentes de ski du Mont Owl's HeadVue en haut du sommet du mont owl's head à l'automne 2022

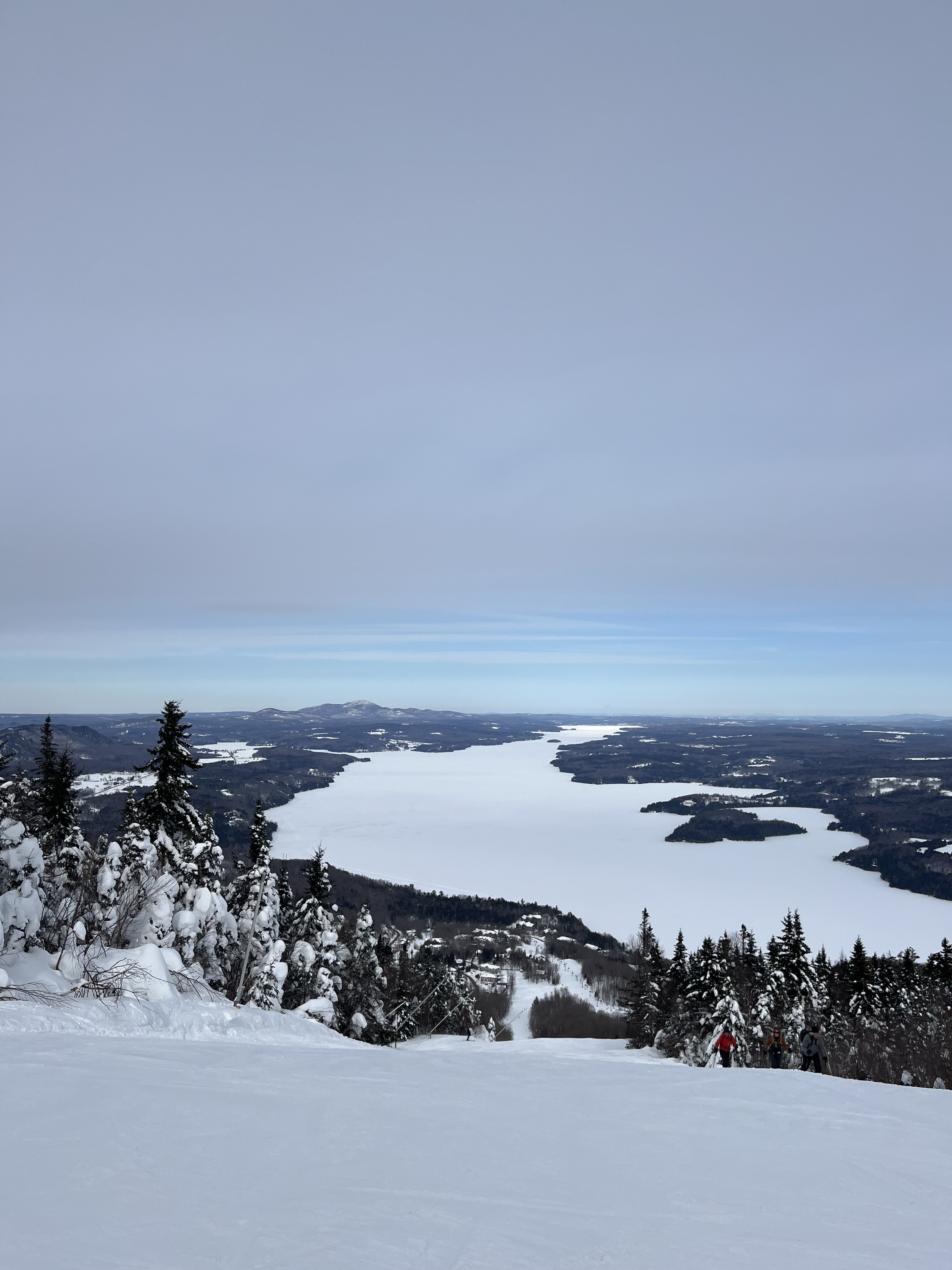
Vue lors d'une journée de ski au Mont Owl's Head